# Радченко, Ольга Александровна
Ольга Александровна Радченко (26 ноября 1896 — 1994) — советский инженер-химик и учёный-геохимик нефти и угля, битуминолог.

## Биография
Родилась 26 ноября 1896 г. в г. Петербурге в семье служащего. В 1914 г. окончила гимназию Оболенской с золотой медалью. В 1914 - 1915 гг. - слушательница Высших женских курсов, историко-филологический факультет. В 1921 г. окончила 2-й Петроградский политехнический институт с квалификацией инженер-химик, органик, специалист по "пищевым веществам".  Получила специальность инженер-химик.
Кандидат химических наук. Старший научный сотрудник, ведущий учёный ВНИГРИ.
Более 40 лет занималась научной работой в области геохимии нефти и угля.
Автор свыше 40 печатных трудов, последняя работа была опубликована в 1986 году.
Скончалась после 1987 года[уточнить].

## Награды и премии
- Орден Трудового Красного Знамени.